# Дитрих фон Заукен
Дитрих фон Заукен (на немски: Dietrich von Saucken) е немски офицер, служил по време на Първата и Втората световна война.

## Биография

#### Ранен живот и Първа световна война (1914 – 1918)
Дитрих фон Заукен е роден на 16 май 1892 г. във Фишхаузен, Германия. Присъединява се към армията през 1910 г. През 1912 г. е лейтенант от гренадирски полк. Участва в Първата световна война и след нея се присъединява към Райхсвера.

##### Между военен период
През 1925 г. получава званието ритмайщер. На 1 юни 1936 г. е издигнат до чин оберст и назначен за командир на кавалерийски полк.

#### Втора световна война (1939 – 1945)
В началото на Втората световна война командва 2-ри кавалерийски полк (1937 – 1940 г.). От 16 ноември 1940 г. поема 4-та стрелкова бригада, а на 27 декември 1941 г. 4-та танкова дивизия. От 1 януари 1942 г. е издигнат в чин генерал-майор. Ден по-късно е тежко ранен и се завръща на 24 август 1942 г. като поема ръководството на училище на механизираните войски. Следващото му назначение е отново като командир на 4-та танкова дивизия.
На 1 април 1943 г. е издигнат чин генерал-лейтенант. От 10 май 1944 г. става командир на 3-ти танков корпус, през юни поема 39-и танков корпус, а през декември танков корпус „Гросдойчланд“. На 1 август 1944 г. е издигнат до чин генерал от танковите войски. В края на войната, през март 1945 г., става командир на 2-ра армия.

##### Пленяване и смърт
Пленен е от съветските войски и е осъден на 25 години. Излежава 10 от тях и е освободен през октомври 1955 г. Физическите мъчения, нанесени му от руснаците по време на разпитите, го оставят в инвалидна количка до края на живота му. Умира на 27 септември 1980 г. в Мюнхен, Германия.

## Военна декорация
| - Германски орден Железен кръст (1914) – II (19 октомври 1914) и I степен (23 май 1916) - Австрийски кръст „За заслуга“ (?) – III степен (?) - Баварски кръст „За заслуга“ (?) – III степен (?) - Германска „Танкова значка“ (?) – III степен (?) - Германски кръст „За заслуга“ (?) – с мечове (?) - Германска Значка за раняване (?) – златна (?) - Сребърни пластинки към ордена Железен кръст (1939) – II (13 септември 1939) и I степен (3 октомври 1939) | - Рицарски кръст с дъбови листа, мечове и диаманти - Носител на Рицарски кръст (6 януари 1941) - Носител на Дъбови листа (№ 281) (22 август 1943) - Носител на Мечове (№ 46) (31 януари 1944) - Носител на Диаманти (№ 27) (8 май 1945) - Упоменат 3-пъти в ежедневния доклад на Вермахтберихт (3 декември 1943; 5 юли 1944; 9 май 1945) |